# Jakob Hefti (Musiker)
Jakob Hefti (* 12. September 1947 in Schwanden, Kanton Glarus) ist ein Schweizer Hornist und Kammermusiker.
Der Glarner Hornist Jakob Hefti studierte in Zürich, in Amsterdam und bei Hermann Baumann in Essen. Von 1971 bis 1973 spielte er als Solohornist im Städtischen Orchester St. Gallen und 1973 bis 1975 im Berner Symphonie Orchester. Ab 1975 wirkte er für über drei Dekaden als Erster Solohornist im Tonhalle-Orchester Zürich. In seiner Zürcher Solistenposition fand die Orchesterliteratur Gustav Mahlers, insbesondere dessen 9. Sinfonie aus dem Jahr 1910 (Horn-Solopart im letzten Satz), aber auch Anton Bruckner grosse Beachtung.
Jakob Hefti ist seit 1983 Dozent für Horn und Naturhorn sowie Kammermusik an der Musikhochschule Luzern, seit 2002 hat er ebenda eine Professur inne.